# Phil Rudd
Philip Hugh Norman Rudzevecuis (Melbourne, 19 mei 1954), beter bekend als Phil Rudd, is een Australisch drummer. Hij drumde in de Australische hardrockband AC/DC in de periode 1974–1983 en opnieuw vanaf 1994–heden.

## Levensloop
Rudd is samen met Mark Evans de enige muzikant van AC/DC die in Australië is geboren én langere tijd in de band heeft gespeeld. Hij is van gemengd Duits/Ierse komaf en zijn stiefvader kwam uit Litouwen. Voordat hij bij AC/DC terechtkwam speelde hij drums in de groep Coloured Balls, waar Angry Anderson (bekend van Rose Tattoo) zanger was. De bandnaam werd later veranderd in Buster Brown, en er werd een plaat uitgebracht: Something to say. Sinds kort is dit album op cd verkrijgbaar.
Eind 1974 kwam hij bij AC/DC en was feitelijk de zoveelste drummer die de band kwam versterken: voor hem waren onder anderen Colin Burgess en Peter Clack al in de band actief geweest.
Op het eerste album, High Voltage, speelde Rudd overigens nog niet mee. De drumpartijen voor dat album werden ingespeeld door Tony Currenti en Peter Clack. Pas vanaf T.N.T. is Rudd te horen. Rudd was na het overlijden van Bon Scott zwaar aangeslagen en begon drugs te gebruiken. Zijn gedrag liep uiteindelijk in 1983 dusdanig uit de hand dat hij slaags raakte met gitarist Malcolm Young. Hij werd ontslagen. De band was op dat moment bezig hun album Flick Of The Switch op te nemen en het gerucht doet al jaren de ronde dat de drummer van Procol Harum, B.J. Wilson, voor het afronden van de opnamen is ingehuurd. Of dat ook zo is lijkt onwaarschijnlijk aangezien Rudd de opnamen al had afgerond voor hij werd ontslagen.
Rudd woont al jaren in Nieuw-Zeeland en heeft daar een tijd een helikopterbedrijf gehad. Ook verbouwde hij groenten en bouwde een eigen opnamestudio. Daarnaast is hij een liefhebber van autoraces en hij heeft dan ook een racelicentie. In 1994 werd hij door de band teruggevraagd. De reden daarvoor was dat de band hun oude sound terugwilde en daarvoor was Rudds terugkeer noodzakelijk. Hun drummer van dat moment, Chris Slade, werd in goed overleg verzocht de groep te verlaten.
In 2011 opende Rudd een eigen restaurant met de naam Phil's Place.
In 2014 begon AC/DC met de opnamen van het nieuwe album Rock or Bust. Hoewel hij zich te laat meldde speelde hij het album volledig in. In de videoclips voor de nummers Play Ball en Rock or Bust was Rudd opvallend afwezig. Zijn plek werd ingenomen door drummer Bob Richards.
Op 29 augustus 2014 bracht Rudd zijn eerste soloalbum uit, Head Job.
AC/DC speelde op 8 februari 2015 bij de uitreiking van de Grammy-awards. Chris Slade bleek toen de vervanger van Rudd. Later die maand werd bekend dat Slade meegaat op de wereldtournee die de band ter promotie van hun nieuwe album onderneemt.
In de zomer van 2016 kreeg Rudd naar eigen zeggen een hartaanval. In oktober 2016 is hij druk bezig met het opnemen van een album met videoclub met zijn band Head Job.
Op de in 2019 door het tijdschrift Rolling Stone gepubliceerde ranglijst van 100 beste drummers in de geschiedenis van de popmuziek kreeg Phil Rudd de 86e plaats toegekend. 

### Aanklachten
In 2010 raakte Rudd in opspraak toen hij werd veroordeeld voor het bezit van 25 gram marihuana op zijn boot in Tauranga. Later werd deze veroordeling vernietigd op grond van het feit dat hij niet meer zou kunnen toeren met AC/DC.
Op 5 november 2014 moest Rudd voor de rechtbank verschijnen wegens verdenking tot het aanzetten tot moord. Tevens werd hij aangeklaagd voor het bezit van drugs. De aanklacht voor beraming van moord werd later ingetrokken. In april 2015 bekende Rudd schuldig te zijn aan het uiten van doodsbedreigingen, ook gaf hij het bezit van drugs toe. Rudd werd in juli 2015 door de rechtbank in Nieuw-Zeeland veroordeeld tot acht maanden huisarrest vanwege drugsbezit en doodsbedreigingen.
- International Standard Name Identifier: 0000 0000 5822 8877
- MusicBrainz: 9e01d7c2-e322-4e24-a0fb-24e986523c01
- Nationale Bibliotheek van Tsjechië: xx0086807
- Virtual International Authority File: 85876634

Angus Young · Malcolm Young · Cliff Williams · Brian Johnson · Phil Rudd

Bon Scott · Dave Evans · Peter Clack · Rob Bailey · Simon Wright · Chris Slade · Mark Evans